# Nina Gopova
Nina Jur'evna Gopova, coniugata Trofimova (in russo Нина Юрьевна Гопова-Трофимова?; Velikij Novgorod, 4 maggio 1953), è un'ex canoista sovietica.

## Palmarès

### Olimpiadi
- 2 medaglie:
  - 1 oro (Montréal 1976 nel K2 500 metri)
  - 1 argento (Mosca 1980 nel K2 500 metri)

### Mondiali
- 5 medaglie:
  - 2 ori (Tampere 1973 nel K1 500 metri; Tampere 1973 nel K4 500 metri)
  - 3 argenti (Tampere 1973 nel K2 500 metri; Città del Messico 1974 nel K1 500 metri; Città del Messico 1974 nel K4 500 metri)